# Shannonomyia (Shannonomyia) exilifila
Shannonomyia (Shannonomyia) exilifila is een tweevleugelige uit de familie steltmuggen (Limoniidae). De soort komt voor in het Neotropisch gebied.